# NGC 3191
NGC 3191 (المعروف أيضا باسم NGC 3192) هي مجرة حلزونية تقع في كوكبة الدب الأكبر (كوكبة). وهي تبعد حوالي 400 مليون سنة ضوئية من الأرض. وقد تم تشويه المجرة.
لوحظ مستعران عظميان عام 1988 و 2017.

## وصلات خارجية
- NGC 3191 على موقع ويكي سكاي: DSS2, SDSS, GALEX, IRAS, Hydrogen α, X-Ray, Astrophoto, Sky Map, Articles and images